# Chrysotaenia intercursa
Chrysotaenia intercursa là một loài bướm đêm trong họ Geometridae.